# Vetor de interrupções
O vetor de interrupções é uma tabela de endereços de memória que apontam para as rotinas de tratamento de interrupção. Quando uma interrupção é gerada, o processador salva o seu estado atual e começa a executar o tratamento de interrupção apontado pelo vetor, garantindo que nenhuma das tarefas executadas pelo sistema operacional entrem em conflito.
Em muitas arquiteturas, o vetor de interrupção fica localizado no início do espaço de memória, a partir do endereço 0. Nos Pcs, o vetor de interrupções ocupa os primeiros 1024 bytes. Em algumas arquiteturas, uma pilha independente é associada ao tratamento de interrupções. Também são reconhecidos os códigos de identificação das interrupções, que proporcionam a busca das rotinas correspondentes a serem executadas da tabela dos Vetores de Interrupção. Ao final dessa rotina, executa-se uma instrução de retorno, permitindo voltar ao ponto de partida. Assim, o último valor armazenado na pilha é retornado pelo processador, garantindo a continuidade do programa interrompido.